# Futory
Futory (w latach 1977–1981 Sośnina) – wieś w Polsce położona w województwie podkarpackim, w powiecie lubaczowskim, w gminie Oleszyce.
W II Rzeczypospolitej wieś w powiecie lubaczowskim województwa lwowskiego. W latach 1944–1947 nacjonaliści ukraińscy z OUN-UPA zamordowali tutaj 14 Polaków. Zabili także ppor. Franciszka Żądło oraz 15 żołnierzy z 3 Dywizji Piechoty.
W latach 1975–1998 miejscowość administracyjnie należała do województwa przemyskiego.
W Futorach znajduje się 3-klasowa szkoła podstawowa.
Wierni Kościoła rzymskokatolickiego należą do parafii Narodzenia Najświętszej Maryi Panny w Oleszycach. W Futorach znajduje się murowany kościół filialny pw. Matki Bożej Łaskawej – Królowej Polski oraz drewniana kaplica.

## Sport
W Futorach działa klub sportowy Błękitni Futory. Został on utworzony w 2001 roku. W sezonie 2022/2023 „Futory” grali w „A” klasie, grupy lubaczowskiej.